# W odpowiedzi na dziewiąty List z Poznania
W odpowiedzi na dziewiąty «List z Poznania» – polemika Cypriana Kamila Norwida z 1849 z artykułem Władysława Bentkowskiego w Gazecie Polskiej.

## O artykule
W odpowiedzi stanowi polemikę Norwida z jednym z felietonów Władysława Bentkowskiego. Felieton ten, datowany na 30 kwietnia 1849, ukazał się 6 maja na łamach poznańskiej Gazety Polskiej pod tytułem Listy z Poznania. IX. W liście kierowanym do bliżej nieokreślonej Ludwisi, Bentkowski zajął się najpierw sprawami muzyki, by potem przejść do poszukiwania przez plastyków swej tożsamości poprzez zwrot ku historii. I tak Antoni Oleszczyński gromadzi materiały do dziejów polskiej sztuki, a Józef Kraszewski kończy Słownik artystów. W dalszej części felietonu Bentkowski przechodzi do kwestii literackich, najwięcej miejsca poświęcając poetyckiej ulotce Norwida Jeszcze słowo, która jak się wydaje dopiero w kwietniu dotarła do Poznania. O Norwidzie twierdzi, że nie wiadomo, czy jest malarzem, rzeźbiarzem, czy poetą, czy też artystą oderwanym od wszelakiej skończonej formy. Jego ostatni wiersz Jeszcze słowo, podobnie jak wcześniejsza Wigilia, wydaje mu się zmanierowany i niejasny, co jest dzisiaj na Zachodzie modą, a nawet zarazą. Jemu jednak nie odpowiada i wątpi, czy znajdzie się odpowiednie grono talmudystów, gotowych ślęczeć nad tymi mistycznościami. Przytacza fragmenty utworu szczególnie rażące dobry smakː I granitu nie brak w sercu mas, / Kształtów nie brak, rąk nie brak – głów nie brak, tudzieżː Czasów karta jedna się przewiewa, / A nic nie utworzyli / Po niej idzie druga – ta opiewa, / Że mało uradzili. Prosi więc Ludwisię o napisanie do pan Cypriana o jakiś okruch zrozumiały dla pospolitej tłuszczy. Norwid odpowiedział natychmiast, jednak przede wszystkim jako plastyk. Jego odpowiedź ukazała się w Gazecie Polskiej z 25 maja.

## Treść
Norwid uznaje, że autor Listów ma rację, gdy twierdzi, że literatura emigracyjna jest niejednolita w myśleniu i obrazowaniu, że niestosownie używa słów, myli się jednak nazywając to manieryzmem. Manieryzm jest bowiem życiem skłamanym, o zielonych gałęziach i pustym pniu. Tymczasem to, co obserwuje jest usychaniem, harmonijnym przejściem z życia w proch, jak harmonijne są suche gałęzie w grupie drzew nad strumieniem na płótnie Ruisadela. Manieryzmem więc okażą się książki panów Kraszewskiego i Rastawieckiego o życiu polskich artystów, bo społeczeństwo polskie nie ma takich potrzeb. I dlatego Wit Stwosz osiądzie w Norymberdze, Chodowieckiego przyjmie Berlin, Płońskiego Amsterdam, a Falk będzie się podpisywał Polonus, aby go ktoś potem odszukał i przeniósł jego prochy do ojczyzny. Nie warto więc kłamać i talmudyzmem nazywać, to o czym mówi psalmistaː jakoż mamy śpiewać pieśń Pańską w ziemi cudzoziemców? Sztuki nie da się wytworzyć sztucznie, bo jest ona jakby barwą dobra, rumieńcem, który pojawia się wskutek poruszenia serca. Nie da się go skłamać.
Norwid układa horoskop polskiego artysty. Urodzi się słabowity, ale lekarze tego nie potwierdzą, wiele razy oślepnie, ale okuliści powiedzą, że oczy ma dziwnie doskonałe. Będzie kilka lat pracował, a znawcy będą go chwalić. Ale choć będzie konał niczego nie wykona. Polecą mu postawić pomnik tam, gdzie padają bomby, namalować fresk na ścianie wydanej na ogień kartaczy. Pokocha Michała Anioła, bo bronił swego miasta i Celliniego, bo dowodził artylerią. Pokocha wielu zmarłych, bo żywi nie lubią suchotników. Zapragnie posiąść miłość Pigmaliona, który iskrą ognia ożywiał posągi, bo mu się ojczyzna wyda, jak Byronowi Grecja, uśpionym zgonem posągiem. Być może, że dopiero gdy Polacy upuszczą trochę krwi pod uderzeniem szabli rozjaśnią się ich pojęcia o sztuce. Sztuki nikt mechanicznie nie otrzyma, a biedne polskie społeczeństwo nie czuje jej potrzeby. Przychodzą takie czasy, że śpiewak musi się kazać słuchać słuchaczom, jak Cezar piratom, którzy go wzięli do niewoli. I to nie z powodu braku estetyzmu czy wyniosłości śpiewaka, ale dla jednostronności społeczeństwa, politycznym nieszczęściem wywołanej.